# 宮宿郵便局
宮宿郵便局（みやじゅくゆうびんきょく）は山形県西村山郡朝日町宮宿にある郵便局。民営化前の分類では集配特定郵便局であった。

## 概要
住所：〒990-1499 山形県西村山郡朝日町宮宿元宿1103-2

## 沿革
- 1874年（明治7年）12月16日 - 中郷（なかごう）郵便取扱所として開設[1]。
- 1875年（明治8年）1月1日 - 中郷郵便局（五等）となる。
- 1876年（明治9年）5月 - 宮宿郵便局に改称。
- 1885年（明治18年）10月1日 - 貯金取扱を開始。
- 1891年（明治24年）1月16日 - 為替取扱を開始。
- 1892年（明治25年）10月1日 - 宮宿郵便電信局となる。
- 1903年（明治36年）10月1日 - 宮宿郵便局となる。
- 1969年（昭和44年）9月21日 - 電話交換・通話、和文電報配達・受付の各業務を、山形朝日電報電話局に移管[2]。
- 1977年（昭和52年）9月1日 - 風景入通信日付印の使用を開始。
- 2007年（平成19年）3月5日 - 西五百川郵便局から集配業務を移管[3]。
- 2007年（平成19年）10月1日 - 民営化に伴い、併設された郵便事業寒河江支店宮宿集配センターに一部業務を移管。
- 2012年（平成24年）10月1日 - 日本郵便株式会社発足に伴い、郵便事業寒河江支店宮宿集配センターを宮宿郵便局に統合。
- 2018年（平成30年）3月5日 - 大谷郵便局から集配業務を移管。

## 取扱内容
- 郵便、印紙、ゆうパック、内容証明
- 貯金、為替、振替、振込、国際送金、国債
- 生命保険、バイク自賠責保険
- ゆうちょ銀行ATM
- 西村山郡朝日町内（〒990-14xx、990-13xx、990-15xx）の集配業務

## 周辺
- 朝日町役場
- 朝日町立病院
- 国道287号
- 山形銀行宮宿支店

## アクセス
- 山交バス、朝日町民バス 朝日町役場停留所下車徒歩2分
- 駐車場あり：6台